# アーヤと魔女
『アーヤと魔女』（アーヤとまじょ、英語: Earwig and the Witch）は、ダイアナ・ウィン・ジョーンズによるファンタジー小説、またそれを原作としたスタジオジブリ制作の日本のアニメーション映画。
2020年12月30日に2021年4月29日の劇場公開に先んじて簡易版がNHK総合テレビ（NHK G）で放映され、新型コロナウイルス感染症の感染拡大に伴う公開延期期間を経て2021年8月27日に劇場公開された。
以下では、アニメーション映画作品について説明する。

## 概要
企画は宮崎駿、監督は宮崎吾朗。原作は『ハウルの動く城』の著者でもある、ダイアナ・ウィン・ジョーンズ。
2014年末に制作部が解散され、2016年4月1日に宮﨑駿のかつての個人事務所であった二馬力を吸収合併して以降初のスタジオジブリ作品となり、同社としては初の3DCGによるアニメーション作品である。また、ジブリに加えて日本放送協会（NHK）とNHKエンタープライズ（NEP）も製作に加わった関係から、劇場公開に先んじて簡易版ではあるが地上波放送局であるNHK総合テレビにて行われた。日本テレビ以外の放送局がスタジオジブリ作品の製作に関わり、同作品の放映も同局系列以外で行われたのも初である。
2021年4月29日に追加映像を加えて劇場公開される予定であったが、同年4月23日、配給元の東宝が新型コロナウイルスの感染拡大に伴い公開延期を発表、6月17日に新たな公開日が8月27日と発表された。

## キャッチコピー
- 「わたしはダレの言いなりにもならない。」[12]
- 「私のどこが、ダメですか？」[13]

## ストーリー
1990年代のイギリス。赤ん坊の頃に母親に孤児院の玄関前に置かれて、孤児として育ってきた10歳の少女アーヤ・ツールは、誰もが自分の思い通りにしてくれる孤児院での生活に快感を覚えていた。
そんなある日、魔女のベラ・ヤーガと彼女と共に暮らす男マンドレークが孤児院に来て、アーヤは養子として引き取られることになる。ベラ・ヤーガは子供が欲しかったわけでなく、雑用係が欲しかっただけだったのだ。
アーヤは魔法を教わることを条件に、彼女の助手として働くことを約束をする。しかし、いくら頑張ってもこき使われるばかりで、1つも魔法を教えてくれないことに怒ったアーヤは、ベラ・ヤーガの使い魔の黒猫トーマスの力を借りて反撃を始めるのであった。
「すべての魔法から身を守る」という魔法の薬を作ったアーヤは、魔女の『ミミズの魔法』を利用して、ミミズをマンドレークの部屋に入れてしまう。マンドレークは怒り狂い、ベラ・ヤーガに一泡吹かせることに成功する。

## 登場人物
アーヤ・ツール
本作の主人公。孤児院に住む10歳のハサミムシのような髪型をした少女。表情豊かであり、喜怒哀楽の感情を隠さずコロコロと変わる。
周囲の人を操って、自分の思いどおりにさせてしまう賢さと強かさを持つ。本名は「アヤツル」(Earwig)であるが、そのことを本人は知らない。
ベラ・ヤーガ
呪文を作り、それを売って生計を立てている魔女。意地悪で自己中心的な性格。
「自身の新たな『手』が欲しい」という理由でアーヤを引き取り彼女をこき使っていたが、アーヤに悪戯され罰としてミミズを差し向けたことでマンドレークから大目玉を食らい、以降は彼女を1人の助手として接するようになった。
かつてはロックバンド「EARWIG」のドラマーであった。
マンドレーク
ベラ・ヤーガと共に暮らしている大男。小説家。
怒ると歯止めが利かなくなるため、ベラ・ヤーガですら彼に対しては酷く気を遣っている。口癖は「私をわずらわせるな」。常に無愛想な様子であるが、アーヤの好物や差し入れを用意するなど、面倒見が良い一面もある。
かつては「EARWIG」のリーダーであった。パートはキーボードで、現在も自室で演奏している。
トーマス
ベラ・ヤーガの使い魔の黒猫。人の言葉を話す。
ベラ・ヤーガが呪文を作る際に必要とされているが、彼女のマジナイが嫌いでいつも逃げようとする。臆病な性格であるが、図々しいところもある。ベラ・ヤーガからの罰の影響で、ミミズが大の苦手。
アーヤの母親
かつて「EARWIG」のボーカルとして活躍したが、ベラ・ヤーガと仲違いになったことで彼女たちから離れ、バンドも解散した。12人の仲間の魔女から逃れる為、アーヤを孤児院に預けた。後に、アーヤのクリスマスパーティーに参加する。
ちなみに、劇中では名前は明かされていない。
カスタード
孤児院でのアーヤの親友。
とても臆病な性格。

## 声の出演
| 役名            | 日本語版         | 英語吹き替え版                 |
| --------------- | ---------------- | ------------------------------ |
| アーヤ・ツール  | 平澤宏々路       | テイラー・ペイジ・ヘンダーソン |
| ベラ・ヤーガ    | 寺島しのぶ       | ヴァネッサ・マーシャル         |
| マンドレーク    | 豊川悦司         | リチャード・E・グラント        |
| トーマス        | 濱田岳           | ダン・スティーヴンス           |
| アーヤの母親    | シェリナ・ムナフ | ケイシー・マスグレイヴス       |
| Mr.ジェンキンス | 岩崎ひろし       | JB・ブラン                     |
| 孤児院園長      | 木村有里         | パンドラ・コリン               |
| カスタード      | 齋藤優聖         | ローガン・ハンナン             |
| フィリス        | 鈴木花穏         | サマー・ジェンキンス           |
| サリィ          | 石田さくら       | ヴィヴィアン・ラザフォード     |
| 孤児院副園長    | 柊瑠美           | アレックス・カルタナ           |
| 料理長          |                  | トーマス・ブロムヘッド         |
| 料理人          |                  | エヴァ・カミンスキー           |

## スタッフ
| 製作                              | 吉國勲、土橋圭介 |
| 企画                              | 宮崎駿 |
| 原作                              | ダイアナ・ウィン・ジョーンズ |
| 脚本                              | 丹羽圭子、郡司絵美 |
| 音楽                              | 武部聡志 |
| キャラクター 舞台設定原案         | 佐竹美保 |
| キャラクターデザイン              | 近藤勝也 |
| CGディレクター                    | 中村幸憲 |
| CGプロデューサー                  | ノブタコウイチ、山口明日香 |
| アニメーションディレクター        | タンセリ |
| レイアウト                        | 細山伸雄、広田裕介、出口翔太 |
| アニメーション                    | ヨガ・プリヤント、羽場紗代子、枚田クリス、プテリ・サムス ニコラ・デュフレーヌ、謝孟璇、陶鈺雯、石仲豪 みうら、山下祐太、菊地春香、橋本佳、得丸尚人 関祖輝、中村有希恵、許祖齊、鄭彦康 李欣逸、河野高明、蔡美婷、吉田満  |
| シミュレーション                  | 三輪宝子、岩間ゆたか、樋口未遊、北田美奈子 斉藤謙介、長谷川陽菜、山口紗衣、伊窪星 |
| アニメーション テクニカルサポート | 内藤貴也、磯貝泰佑、児玉一起、平林匡人 |
| 3Dキャラクターモデリング          | 関隆史、佐々木基裕、平澤勇、越智光進 福田裕也、水戸部智史、久保裕美子、横井祐子 佐藤典子、後藤美沙、牧田創、加納一明 久保良益、小薬健太郎、北野修平、中井芙美                                                           |
| 3Dキャラクターリギング            | 野渡隆弘、田口千紘、木下将成 |
| 3DCGIアニメーション制作           | 神央薬品、ダイナモピクチャーズ |
| 3DCG                              | 山中一也、山本正太、大谷一雅、林振宇、荒牧大貴、宮下知己 |
| PVディレクション                  | 菅野洋平、山田悠作 |
| VFX                               | 米岡馨、河野真也、落合祐毅、野上卓 |
| 特効協力                          | MACHIYA GRAPHICS、亡霊工房、リンクス・デジワークス |
| 美術監督                          | 武内裕季 |
| 背景                              | 窪田啓基、西川洋一、福留嘉一 |
| コンセプトアーティスト            | 山家遼、梅澤美樹 |
| 美術協力                          | でほぎゃらりー |
| 3D背景モデリング                  | 紙谷瑛彦、田中裕 綿引健、宮嶋大季、中村秀樹 福岡正泰、永吉弘明、須田朱音、古川唯 前東勇次、クリス・コンセプション、武田侑也 井上拓哉、凩利樹、今泉隼介、一瀬隼、赤津駿 鈴木卓矢、五十嵐佳、稲垣香織、山下秋介、浅野康一 |
| 小道具                            | 王俊雄、洪秉成、劉廷絹、林侑儀、張辰安、沈盈君、鄭芷姍 劉品宏、何函潔、蔡偉婷、張郁珊、林倬民、陳定益、詹朝茎 廖子萱、王忠道、王思懿、林宛儀、湯政偉、劉牧昀、林宇凡                                                    |
| モデリング参考                    | はらゆうこ、桑原りさ、村上ゆき、久保江陽介、中島俊彦、石澤智郁 内海航、小島悠介、西野龍太郎 |
| 3D背景プロデューサー              | 武田郷平 |
| 3D背景プロダクションマネージャー  | 北田栄二 |
| 美術制作コーディネーター          | 小林毅 |
| 美術制作管理                      | 稲村薫 |
| リード コンポジッター             | 高橋護、山本雄一、窪田雅之 |
| コンポジター                      | 飯島弘喜、仙波正義、山口直人、多田裕太郎、上原卓也、鈴木信也 |
| レンダリング                      | 大家有美 |
| モデリング                        | 松田拓郎、定形佑馬、ギデ・ガエトン、エブリザル・ハルディマン、秋重有希 |
| モデリング協力                    | 島田翔護 |
| テクニカルディレクター            | 塚本和也 |
| 映像演出                          | 奥井敦 |
| 撮影                              | 薮田順二 |
| 撮影協力                          | 鎌田匡晃、皆野川まりえ、松浦義孝、金子汐里、劉漢嬰、荻野隆行、松本涼一 |
| 撮影テクニカルサポート            | 中山崇史 |
| デジタルアーティスト              | 皆川稜介 |
| CGテクニカルサポート              | 佐藤直樹、山下浩輔、山田倫之、森一真、都築勲 |
| 3DCGI進行                         | 原口佳久、内田愛華 |
| CG製作統括                        | 氷見武士 |
| CG製作管理                        | 横尾裕次 |
| CG製作進行                        | 直宮秀樹 |
| CGラインプロデューサー            | 立川真由美、玉那覇博紀、横田ゆき、三井智博 |
| 撮影協力                          | 東映アニメーション、アイケイアイエフプラス、マーザ・アニメーションプラネット、デジタル・フロンティア |
| 音響制作                          | 東北新社、東宝スタジオ |
| 音響プロデューサー                | 古城環 |
| 音響演出 整音                     | 笠松広司 |
| アフレコ演出                      | 木村絵理子 |
| 録音                              | 鈴木修二 |
| 録音助手                          | 安藤映見、松田知優 |
| 音響効果制作                      | デジタルサーカス |
| フォーリー                        | 山口美香 |
| スタジオエンジニア                | 横山大資 |
| テクニカルサポート                | 越真一郎 |
| スタジオコーディネート            | 立川千秋、早川文人、西野尾貞明 |
| キャスティング事務                | 大野拓也、加藤真之、磯部愛実 |
| ダビングスタジオ                  | 東宝ポストプロダクションセンター |
| 録音                              | 東宝スタジオサービス |
| 台本印刷                          | シナリオプリント |
| 音楽制作                          | ハーフトーンミュージック 堀野隆敏、稲垣結衣 |
| 制作進行                          | 横田耕、野神祐美、真田理沙 |
| エンドクレジット制作              | 竹内秀樹 |
| 制作業務担当                      | 野中晋輔 |
| 制作業務                          | 品川徹、長澤美奈子、出田裕理、森由起恵、釘宮陽一郎 |
| プロデューサー室                  | 田村智恵子、唯野周平、中島玲菜 |
| 広報                              | 西岡純一、栗原節子、西村由美子、机ちひろ、小林一美 机ちひろ |
| キャラクター商品開発              | 今井知己、安田美香、市川浩之 |
| 出版担当                          | 田居因 |
| 出版                              | 額田久徳、森田由利、三上朋子、菊池拓哉 |
| 事業開発担当                      | 橋田真 |
| 事業開発                          | 田中千義 |
| 総務担当                          | 西方大輔 |
| 総務                              | 竹林泉、伊藤久代、佐々木さとみ、大口沙織、伊藤ひろみ、鵜木久徳 宮坂由紀子、石井深幸、内田沙織、野村維有子、井上真帆、山下裕美 井上みか、岩崎俊一、山田祐子、目黒保子、城戸啓子、佐久間悦子、冨永英子                    |
| 財務経理担当                      | 玉川典由 |
| 財務経理                          | 伊藤高康、鳥羽伸子、伊藤純子 |
| システム・マネージメント          | 北川内紀幸 |
| 海外プロモート                    | 武田美樹子、馬彦文、網崎直、泉侑宏、青木貴之 |
| デジタルラボ                      | IMAGICA Lab. |
| 監督補佐                          | 郡司絵美 |
| アニメーションプロデューサー      | 森下健太郎 |
| アニメーション制作                | スタジオジブリ 星野康二、中島清文 |
| プロデューサー                    | 鈴木敏夫 |
| 監督                              | 宮崎吾朗 |
| 制作・著作                        | NHK、NHKエンタープライズ、スタジオジブリ |

## 使用曲
主題歌
「Don't disturb me」
作詞：宮崎吾朗
作曲：武部聡志
歌：シェリナ・ムナフ
ギター：亀本寛貴（GLIM SPANKY）
ベース：髙野清宗（Mrs. GREEN APPLE）
ドラム：シシド・カフカ
キーボード：武部聡志
エンディングテーマ
「あたしの世界征服」
作詞：宮崎吾朗
作曲：武部聡志
歌：シェリナ・ムナフ
ギター：亀本寛貴（GLIM SPANKY）
ベース：髙野清宗（Mrs. GREEN APPLE）
ドラム：シシド・カフカ
キーボード：武部聡志

## テレビ放送
前述の経緯から、映画公開前の2020年12月30日と公開後の2021年12月31日にいずれもNHKの総合テレビにて本放送。スタジオジブリの長編作品では、地上波初放送の視聴率が『レッドタートル ある島の物語』に次いで2番目に低い数値となった。なお、同作品は深夜に放送した為、プライムタイムに放送した歴代ジブリ作品のテレビ放送視聴率としては本作品が最低記録となった。
日本テレビでは2024年3月15日に『金曜ロードショー』にて放映された。民放テレビとしては初放送となった。
| 回数       | 放送日時                           | 放送局     | 放送枠           | 視聴率（ビデオリサーチ） | 備考          |
| ---------- | ---------------------------------- | ---------- | ---------------- | ------------------------ | ------------- |
| 劇場公開前 | 2020年12月30日 19時30分 - 20時53分 | NHK総合    |                  | 6.1%                     | 簡易版        |
| 1          | 2021年12月31日 15時05分 - 16時27分 | NHK総合    |                  |                          | [ 17 ]        |
| 2          | 2024年3月15日 21時00分 - 22時54分  | 日本テレビ | 金曜ロードショー | 6.8%                     | [ 20 ] [ 21 ] |

※視聴率（平均世帯）は関東地区。

## 劇場版
2021年8月27日に劇場公開された。テレビ放送作品から一部新たなカットが追加された。
ドルビーシネマでも上映されるにあたり、テレビ放送用と違うフォーマット、スペックで仕上げられることとなった。映像はドルビービジョン、音声はドルビーアトモスで仕上げられた。
8月28日 - 29日の国内映画ランキングにて8位スタートとなっている。興行収入は「3億円」とジブリ作品としては非常に低い結果に終わり、これは『レッドタートル ある島の物語』の0.9億円に次ぐ低い数字となった。

## 関連商品

### 作品本編に関するもの
映像ソフト
- アーヤと魔女 DVD - ポニーキャニオン（2021年12月1日）
  - DVD（ジブリがいっぱい監督もいっぱいコレクション） - ウォルト・ディズニー・スタジオ・ジャパン （2021年12月1日発売）

- アーヤと魔女 Blu-ray Disc - ポニーキャニオン（2021年12月1日）
  - Blu-ray Disc（ジブリがいっぱい監督もいっぱいコレクション） - ウォルト・ディズニー・スタジオ・ジャパン （2021年12月1日）

出版
- 『ジ・アート・オブ アーヤと魔女』（徳間書店、2020年12月28日、ISBN 978-4-19-865217-3）
- 『徳間アニメ絵本39 アーヤと魔女』（徳間書店、2020年12月28日、ISBN 978-4-19-865216-6）
- 『ロマンアルバム アーヤと魔女』（徳間書店、2021年1月15日、ISBN 978-4-19-720495-3）
- 『フィルムコミック アーヤと魔女』（徳間書店、2021年2月1日、ISBN 978-4-19-865219-7）
- 『スタジオジブリ絵コンテ全集22 アーヤと魔女』（徳間書店、2021年2月1日、ISBN 978-4-19-865218-0）
- 『子どもりょうり絵本：ジブリの食卓 アーヤと魔女』（スタジオジブリ監修、主婦の友社編著、2021年5月、ISBN 978-4-07-447439-4）

音楽
- 『アーヤと魔女 サウンドトラック』 （ヤマハミュージックコミュニケーションズ、2021年1月6日、YCCW-10383）
- 『アーヤと魔女 SONGBOOK ライムアベニュー13番地』 （ヤマハミュージックコミュニケーションズ、2022年1月26日、YCCW-10395）